# Julie Šupichová
Julie Šupichová (ur. 27 stycznia 1884 w Studnicach, zm. 20 lub 22 grudnia 1970 w Pradze) – czeska esperantystka, pisarka, publicystka, pionierka esperanto na ziemiach czeskich.

## Życiorys
Była wnuczką lekarza i uzdrowiciela Františka Šupicha z Červenego Kostelca. Pracowała jako nauczycielka w Červeným Kostelcu, następnie w Hronowie i w Pradze. Nauczyła się esperanto z podręcznika autorstwa Theodora Čejki w 1907 roku i od tego czasu poświęciła się propagowaniu tego języka.
Należała do Klubu Esperantystów w Pradze. Członkini honorowa Universala Esperanto-Asocio, Czeskiego Związku Esperantystów. Zmarła 20 lub 22 grudnia 1970 w Pradze. Jej ciało zostało skremowane 27 grudnia 1970 roku.

## Twórczość
Prowadziła działalność literacką, publicystyczną i wykładową. Napisała 26 publikacji. Współpracowała z 60 czeskimi i esperanckimi czasopismami. Pod wpływem nadciągającego nazizmu wydała anonimowo utwór Provolání k celému světu.

### Wybrane publikacje
- Esperanto: jeho vývoj a význam pro národní školu (1935)[4]  – najpopularniejsze dzieło, 5 wydań[2]
- Slovníček cizích slov (1936)[4]
- Malý průvodce po Praze (1938)[4]
- Zajímáte se o esperanto? 150 otázek a odpovědí o esperantu a jeho hnutí (1939)[4]
- Několik slov maminkám našich školáků (1942)[4]
- Slovníček cizích slov pro mládež (1944)[4]
- Kdo je L.L. Zamenhof[2] (1947)[4]
- Hovoříme esperantsky = (Esperanta konversacio) (1947)[4]
- Esperanto: mluvnice a cvičebnice pro samouky a kursy (1947)[4]
- Malá učebnice esperanta: slovníček esperantsko-český (1948)[4]